# وزارة التوحيد
وزارة الوحدة هي إحدى أجهزة حكومة كوريا الجنوبية، مسؤوليتها العمل على توحيد الكوريتين. كان إنشاؤها باسم مجلس التوحيد الوطني في 1969، في عهد بارك شونغ-هي. واكتسبت صفتها الحالية في 1998، وقد لعبت دورًا بارزًا في الحوار بين الكوريتين، وإجراء التبادل والتعاون بينهما.
تولى يو وو-إيك منصب الوزارة في ديسمبر 2011. تضم الوزارة مكتبًا واحدًا للتخطيط والإدارة؛ وثلاثة مكاتب لسياسات التوحيد، والعلاقات بين الكوريتين والتبادل بينهما، والتعاون الإنساني؛ ومكتب مخصص لمشروع مجمع كيسونغ الصناعي؛ وخمس هيئات تهتم بتعليم الوحدة، والعلاقات الكورية-الكورية، والنقل بين الكوريتين، والدعم الإسكاني لمواطني كوريا الشمالية والتشاور بين الكوريتين حول التبادل والتعاون. منذ 1990، تصدر الوزارة سنويًّا تقرير الوحدة السنوي الذي يُنشر في الجمعية الوطنية والمؤسسات التعليمية والصحفية وغيرها لزيادة الوعي بقضية التوحيد الكوري.
في 2008، حُجمت الوزارة على نحو ملحوظ في إطار إعادة هيكلة تهدف للفاعلية في الحكومة.

## وصلات خارجية
- موقع وزارة الوحدة (بالإنجليزية)
- اجتماع ثلاثة من كوريا الشمالية في سيئول  جريدة البيان الأحد 4\10\2014